# Herch Moysés Nussenzveig

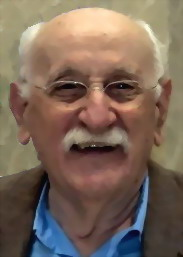
Herch Moysés Nussenzveig (2014)

Herch Moysés Nussenzveig, manchmal auch H. M. Nussenzweig zitiert (* 16. Januar 1933 in São Paulo; † 5. November 2022 in Rio de Janeiro), war ein brasilianischer theoretischer Physiker.

## Leben
Nussenzveig war der Sohn polnisch-jüdischer Einwanderer, machte 1954 sein Vordiplom und promovierte 1957 in São Paulo. Er studierte unter anderem bei Guido Beck und dessen Nachfolger David Bohm sowie Mario Schenberg, bei dem er promovierte. Bei der Verteidigung der Promotion wurde er auch von Richard Feynman geprüft, der damals gerade zur Verbesserung der Physikausbildung in Brasilien war. Als Post-Doc war er an der Universität Birmingham bei Rudolf Peierls, in Zürich bei Res Jost sowie in den Niederlanden bei Léon Van Hove an der Universität Utrecht und N. G. van Kampen an der Universität Eindhoven. Danach war er 1956 bis 1960 Assistenzprofessor in São Paulo und von 1962 bis 1968 am brasilianischen Zentrum für Physikforschung (CBPF) in Rio. 1964/65 war er am Institute for Advanced Study in Princeton (New Jersey). Auch während der Militärdiktatur in Brasilien war er Ende der 1960er bis Mitte der 1970er Jahre in den USA, 1969 bis 1975 als Professor und Senior Researcher an der University of Rochester (unter anderem bei Elliott Montroll). Danach war er 1975 bis 1983 Professor in São Paulo und 1983 bis 1994 an der Pontifícia Universidade Católica do Rio de Janeiro (PUCRJ). Von 1981 bis 1983 war er Präsident der Sociedade Brasileira de Física. Ab 1994 war er Professor an der Universidade Federal do Rio de Janeiro (UFRJ), wo er 2003 emeritiert wurde.
Nussenzveig befasste sich unter anderem in den 1960er Jahren mit der damals aktuellen analytischen S-Matrix-Theorie der Elementarteilchen (mit Theorie der Regge-Pole und Dispersionsrelationen) sowie mit der Streu- und Beugungstheorie in der Optik, speziell der Mie-Streuung, wobei er Techniken des komplexen Drehimpulses aus der Elementarteilchentheorie anwandte. Anwendungen fand dies insbesondere in der Theorie des Regenbogens und anderer Phänomene der atmosphärischen Optik.
1986 erhielt er den Max-Born-Preis der Optical Society of America. Er war Fellow der American Physical Society, der Optical Society of America, der Lateinamerikanischen Akademie der Wissenschaften und Mitglied der Brasilianischen Akademie der Wissenschaften. 1993 wurde ein Lehrstuhl der Universität Tel Aviv nach ihm benannt. 1999 erhielt er den Jabuti-Preis der brasilianischen Buchproduzenten und 1995 den Preis Almirante Alvaro Alberto. Er war Träger des Großkreuzes des Nationalen Ordens für Wissenschaftliche Verdienste von Brasilien.
Er hatte zwei Brüder, darunter den Immunologen Victor Nussenzweig. Sein Neffe ist der Mediziner Michel C. Nussenzweig. Er war mit der Chemikerin Micheline Nussenzveig verheiratet, mit der er drei Kinder hatte. Seine Tochter Helena wurde Mathematikerin und Professorin an der Universidade Federal do Rio de Janeiro. Sein Sohn Paulo wurde Physiker, sein Sohn Roberto Biochemiker.

## Schriften
- Diffraction effects in semiclassical scattering. Cambridge University Press, 2006.
- Introduction to quantum optics. Gordon and Breach, 1973.
- Causality and Dispersion relations. Academic Press, 1972.
- Curso de Fisica Basica. 4 Bände, Edgard Blücher, São Paulo 1996.

Aufsätze zur Theorie des Regenbogens:
- The Theory of the Rainbow. In: Scientific American, Bd. 236, 1977, Nr. 4, S. 116.
- High frequency scattering by an impenetrable sphere. In: Ann. of Phys., Bd. 34, 1965, S. 23–95.
- High frequency scattering by a transparent sphere II. Theory of the rainbow and the glory. In: J. Math. Phys., Bd. 10, 1969, S. 125–176.
- Complex angular momentum theory of the rainbow and the glory. In: J. Opt. Soc. Am., Bd. 69, 1979, S. 1068.
- Mit V. Khare: Theory of the Rainbow. In: Physical Review Letters, Bd. 33, 1974, S. 976.